# Mittenothamnium decurrens
Mittenothamnium decurrens är en bladmossart som beskrevs av Roelof J.van der Wijk och Margadant 1961. Mittenothamnium decurrens ingår i släktet Mittenothamnium och familjen Hypnaceae. Inga underarter finns listade i Catalogue of Life.